# Датинь (Польща)
Датинь (пол. Datyń, нім. Datten) — село в Польщі, у гміні Броди Жарського повіту Любуського воєводства.
Населення — 248 осіб (2011).

## Демографія
Демографічна структура станом на 31 березня 2011 року:
|          | Загалом | Допрацездатний вік | Працездатний вік | Постпрацездатний вік |
| -------- | ------- | ------------------ | ---------------- | -------------------- |
| Чоловіки | 120     | 16                 | 96               | 8                    |
| Жінки    | 128     | 29                 | 68               | 31                   |
| Разом    | 248     | 45                 | 164              | 39                   |